# 夏への方舟
『夏への方舟』（なつへのはこぶね）は、MOONSTONEのサブブランドArgonautsから発売されたアダルトゲームのシリーズである。

## リリース
第1作となる『夏への方舟I』は2024年5月31日に発売された。
第2作となる『夏への方舟II』は、2024年9月27日に発売された。
第3作兼完結編にあたる『夏への方舟III』は2025年1月31日に発売された。

## 内容
本作は、主人公の従姉・高萩 瑠璃子の結婚話が持ち上がったことがきっかけで、瑠璃子や主人公の妹・高萩 美玖、さらには幼馴染の絹佐 紫織との関係が変化する物語である。
各タイトルで主題となるヒロインが異なる一方、他のヒロインもサブキャラクターとして登場している。
うち『I』では、主人公の従姉・瑠璃子（声：歩サラ）を主題としている。瑠璃子は元々従弟である主人公を異性として意識していたが、望まぬ結婚話が上がったことがきっかけで主人公と肉体関係を結んでしまう。『II』では主人公の妹・美玖（声：蒼乃むすび）を主題としており、元々兄と一緒にいたいと思っていたが、兄と瑠璃子の情事を見たことがきっかけで近親相姦に至る様子が描かれる。『III』では主人公の幼馴染である紫織（声：風鈴みすず）を主題としており、もともと病弱で引っ込み思案だったがために主人公への好意を伝えられなかったが、仲の良かった瑠璃子や美玖の変化に気づき、本来の気持ちを伝える内容となっている。
システム面の特徴としては、Hシーンのアニメーション導入や、セリフの吹き出し表示が挙げられる。

## 制作
本シリーズの制作に際しては、「夏」と「田舎のお姉さん」をキーワードに、主人公の従姉・高萩 瑠璃子が作られ、そこから他のヒロインが作られた。
また、本シリーズではブランドで初めてHシーンにLive2Dによるアニメーションが導入された。きっかけは、MOONSTONE代表の恋純ほたるが、本シリーズの企画・原案の呉に、付き合いのある会社を紹介したうえで、アニメーションの導入を提言したことであり、呉もゲームに新機軸が欲しいと考えていたため、導入に至った。アニメーション導入によりセールスポイントが明確になった一方、通常のイベントCGでは描く必要がない部分まで求められる分、予算や労力がかかってしまったと呉はアダルトゲーム雑誌「BugBug」2025年2月号に掲載されたインタビューの中で振り返っている。また、呉は自分でアニメーションのコンテを用意していたものの、場面によって細かな動きが変化するため、最初はその指定に苦労したとも話している。
「夏の田舎」の雰囲気を出すため、背景にも注意が払われた。

### キャスティング
キャストの選定は、呉が他社作品のホームーページでサンプルボイスを聞き、キャラクターのイメージに合う者として、歩サラ、蒼乃むすび、風鈴みすずの3人を起用した。3人とも人気声優として認知されており、そのことについて呉は「その時に最近人気のある作品を中心にチェックするようにしているので、結果的に現在出演作の多い声優さんにお願いする形になりますね。」と答えている。うち紫織を演じた風鈴みすずによると、最初から3本分のシナリオができていたため、早い段階で収録が行われ、Hシーンのみアニメーションが出来上がった段階で収録が行われたという。また、風鈴は紫織について『夏への方舟III』で出番が回ってきたとたんに欲が出る流れが深かったと述べており、『II』までをプレイ済みのプレイヤーは落差を感じただろうとみている。